# Discographie des productions de David Guetta

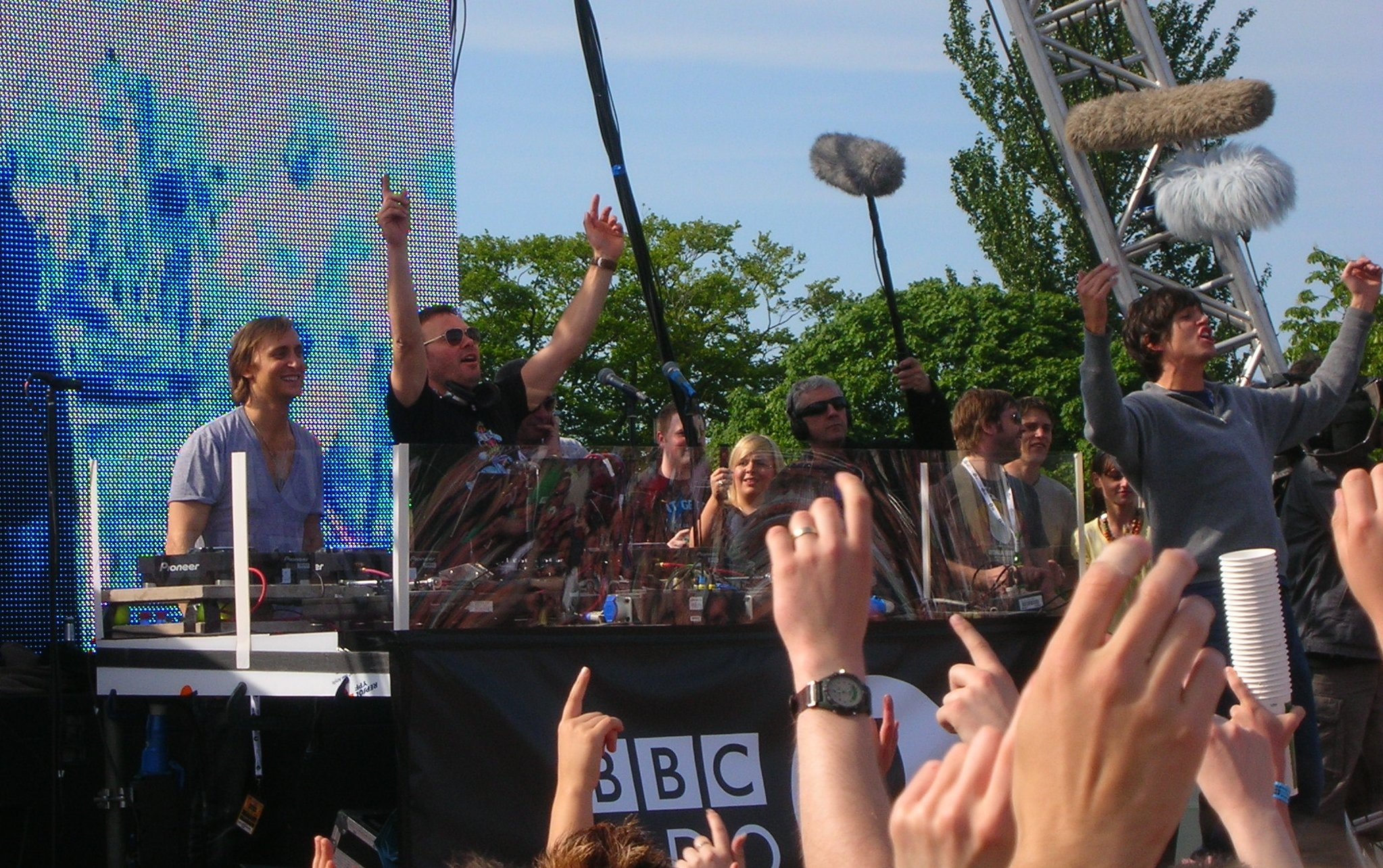
David Guetta en 2007

Voici la liste des titres produits par le DJ français David Guetta. Depuis la sortie de l'album One Love, David Guetta a dévoilé son désir de produire d'autres artistes. D'ores et déjà, des titres du prochain album des artistes américains Akon, Kelly Rowland et Kelis ont déjà été annoncés. Le nouvel album de Kelly Rowland sort en septembre 2010, David Guetta a supervisé la conception de l'album, les artistes Chris Brown, Ne-Yo et Dr Luke ont également participé.

## 2009

### The Black Eyed Peas-The E.N.D.
- "I Gotta Feeling" (co-produit avec Fred Rister)
- "Rock That Body" (co-produit avec will.i.am, Mark Knight, Funkagenda)

## 2010

### Flo Rida-Only One Flo (Part 1)
- "Club Can't Handle Me"[2]

### Kelis-Flesh Tone
- "Acapella"[3]
- "Scream" (co-produit avec El Tocadisco) [3]

### The Black Eyed Peas-The Beginning
- "The Best One Yet (The Boy)"
- "Everything Wonderful"

## 2011

### Akon-Stadium
- "Angel"

### Estelle-All Of Me
- "Freak"

### Jessie J-Who You Are
- "Laserlight"

### Kelly Rowland-Here I Am
- "Commander"[4],[5]
- "Forever and a Day"[6]

### Pitbull-Planet Pit
- "Something for the DJs"

## 2012

### Rihanna-Unapologetic
- "Phresh Out the Runaway"
- "Right Now"

## 2013

### Ludacris-Ludaversal
- "Rest of My Life"

### Lady Gaga-Artpop
- "Fashion!"

### Britney Spears-Britney Jean
- "It Should Be Easy"
- "Body Ache"

## 2014

### Ariana Grande-My Everything
- "One Last Time"

## 2015

### Ne-Yo-Non-Fiction
- "Who’s Taking You Home"

### Jeremih-Late Nights
- "Tonight Belongs to U!"